# 55e compagnie légère de réparation du matériel
La 55e compagnie légère de réparation du matériel (55e CLRM) était un service de l'Armée de terre française.
Unité formant corps, elle était stationné à Tübingen dans le Bade-Wurtemberg en Allemagne. elle a été renommée à plusieurs reprises.

## Histoire
Elle a été créée en 1960 dans le cadre des Forces françaises en Allemagne. Ses différentes dénominations ont été :
- 1960 : Création à partir de la 185e CRDB à Tübingen[1]
- 1973 : Le 1er juillet 1973, elle devient par changement de dénomination la 405e compagnie légère de réparation du matériel (405e CLRM)
- 1978 : Dissolution le 1er juillet 1978[1]

## Traditions

### Insigne
Rondache d’azur à un cheval cabré de sable brochant sur un char Patton stylisé d’or, soutenue d’une demi-roue dentée d’argent à l’inscription “55e C.L.R.M.” de sable et sommée d’un croissant tourné bleu, argent et rouge. En senestre une grenade aussi d’argent.
no   d’homologation et date : G 2048 le 15 décembre 1964.

## Liste des chefs de corps
- capitaine Guy (...-...)  Présent en 1963
- capitaine Rifle en 1967/1968
- Capitaine Chabot en 1969/1970
- capitaine Bistour (...-1975)
- capitaine Montel (1975-...) présent en 1976